# Rochefort-Montagne
Rochefort-Montagne ist eine französische Gemeinde mit 846 Einwohnern (Stand: 1. Januar 2022) im Département Puy-de-Dôme in der Region Auvergne-Rhône-Alpes. Olloix gehört zum Arrondissement Issoire und zum Kanton Orcines (bis 2015: Kanton Rochefort-Montagne).

## Geschichte
Als sich Frankreich im Zweiten Weltkrieg unter deutscher Besatzung befand, setzten deutsche Offiziere internationale Hilfstruppen (mehrheitlich Weiße Russen verschiedener Ethnien sowie Inder; siehe Subhash Chandra Bose) für die Jagd auf die Résistance ein. Am 31. Juli 1944 rückte eine Einheit namens „Tatarenlegion der Wolga“ im nahen Issoire ein. In Rochefort-Montagne kam es zum Gefecht mit dem Widerstand, dabei starben zwei Tataren, elf wurden verletzt.

## Geographie
Rochefort-Montagne liegt etwa 23 Kilometer westsüdwestlich von Clermont-Ferrand. Umgeben wird Rochefort-Montagne von den Nachbargemeinden Saint-Pierre-Roche im Norden, Saint-Bonnet-près-Orcival im Nordosten, Orcival im Osten sowie Perpezat im Süden und Westen.

## Bevölkerung
| Jahr                       | 1962 | 1968 | 1975 | 1982 | 1990 | 1999 | 2006 | 2013 |
| Einwohner                  | 1085 | 1077 | 1081 | 984  | 948  | 910  | 906  | 927  |
| Quellen: Cassini und INSEE |      |      |      |      |      |      |      |      |

## Sehenswürdigkeiten

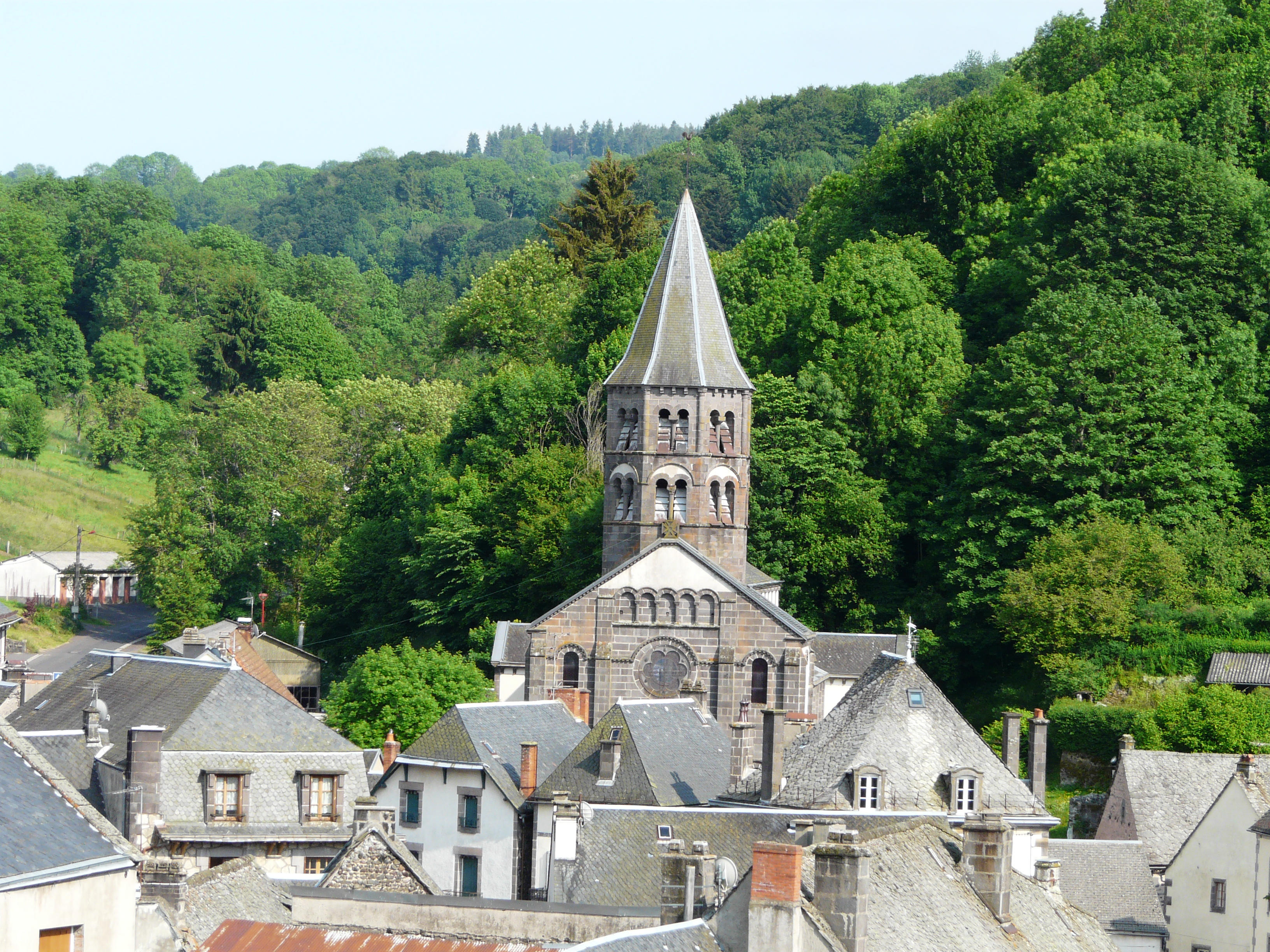
Kirche

- Kirche